# Epipedocera subundulata
Epipedocera subundulata là một loài bọ cánh cứng trong họ Cerambycidae.